# 1260 w polityce
Wydarzenia polityczne w 1260 roku.

## Wydarzenia
- Bitwa pod Ajn Dżalut, załamanie ekspansji mongolskiej w Syrii[1][2].
- Wojna czesko-węgierska (z udziałem książąt polskich po obu stronach); Przemysł Ottokar II odebrał Węgrom Styrię[3][4].
- Układ w Troszynie: Siemowit I obiecał Krzyżakom pomoc w walce z Jaćwingami[5].

## Zmarli
- Maria Brabancka, cesarzowa, żona Ottona IV[6].